# 奧斯汀第六街

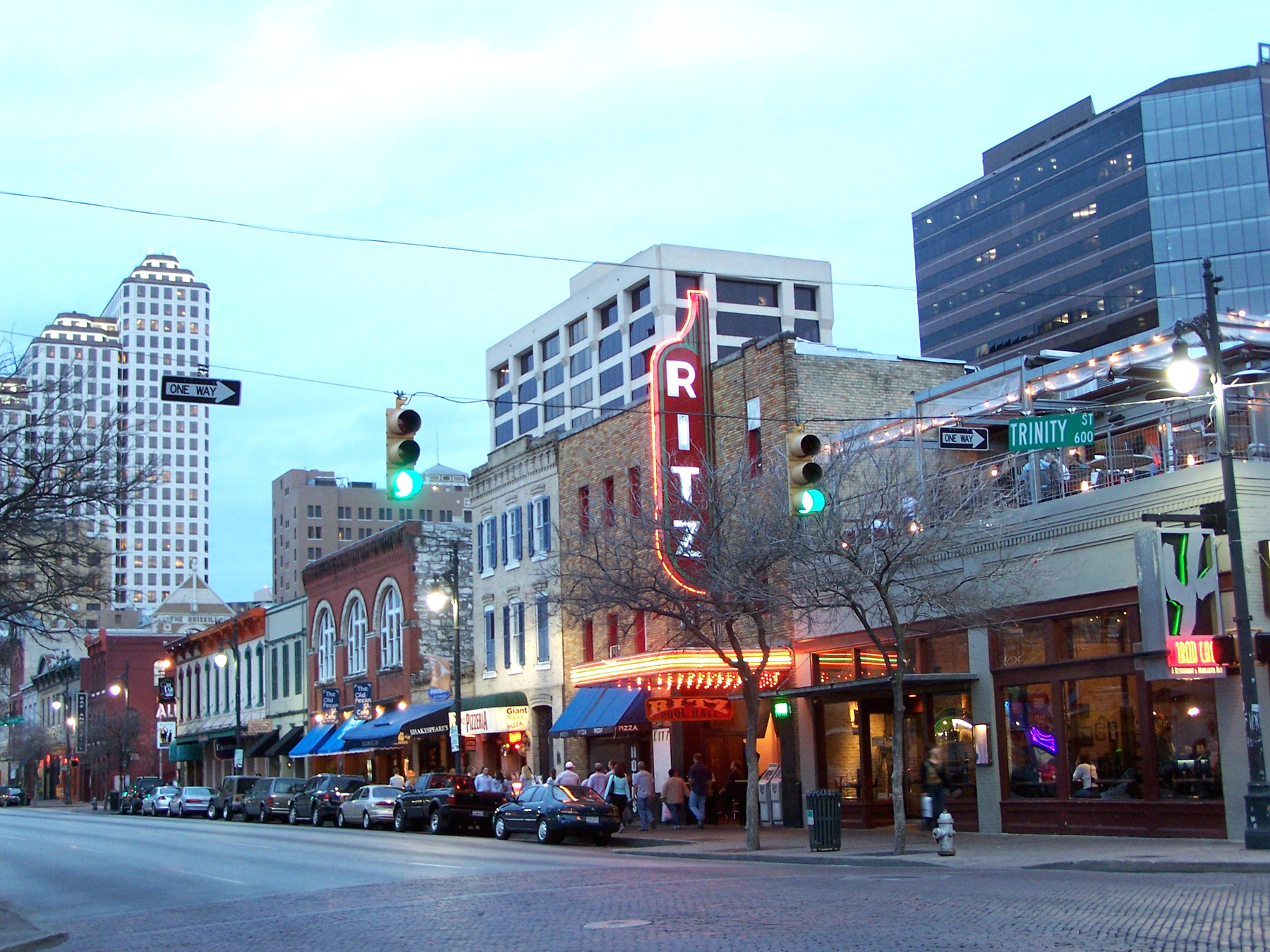
第六街的夜生活在日落时开始

奧斯汀第六街是美国得克萨斯州奥斯汀市的一个历史性的街道和娱乐区，东六街是这个城市的现场音乐场景的中心。
根据老奧斯汀的以树来命名东西向街道，以得克萨斯河流来命名南北向街道的命名约定，第六街原名培根街。附近的第四、第六街附近区域是奥斯汀的娱乐中心。 许多酒吧、俱乐部、音乐场所和购物目的地是位于国会大街和35号州际公路之间的东六街上，它们中很多提供现场音乐表演。
东六街每年举办各种活动，从音乐和电影节（如西南边的南边），到骑自行车的集会（如得克萨斯共和国骑车拉力赛）和培根街节。
由于行人流量过大，周四，周五，周六晚上，布拉佐斯街至35号州际公路的东六街各个路口通常被阻塞。在节假日和特别活动时，为了让群众不受约束地访问街上许多场馆，也会有街道阻塞。在元旦前夜、狂欢节和万圣节之夜，数以万计狂欢者通常只能在街道两边顺人流单向行进。
以第五街，第七街，拉瓦加街和35号州际公路为界的区域被称为第六街历史街区，1975年被列入国家史迹目录。
拉瓦加街以西的第六街区被称为西六街区， 大略范围是五街至七街、拉瓦加街到西街区。最近西六街区有发展成为面向现场音乐的娱乐区的趋势。
2009年2月6日，第六街同时发生两起互不关联的火灾，造成百年古迹被焚毁。第一个火灾是由向下楼梯间扔出的烟头导致楼梯间下的碎片，破布和杯子被点燃起火，估计损失超过100万美元。第二个火灾在第一个火灾的同时由马路对面的一部失控空调导致。